# В моей комнате
«В моей комнате» — студійний альбом вокаліста гурту «Нерви» Євгена Мільковського, виданий 2010 року. до альбому увійшли 11 композицій. До пісень «Станция туман», «Да или» (студійне відео), «Я + Ты» і «Город не уснет» були відзняті відеокліпи.

## Список композицій
- 01. Да или
- 02. Фабрика
- 03. Спать
- 04. Я + Ты
- 05. Осень
- 06. Станция Туман
- 07. 96 минут
- 08. Шарф
- 09. Вахтерша
- 10. Снится
- 11. Город не уснет (feat. ART (Караты))